# (21390) Shindo
(21390) Shindo (1998 FV28) – planetoida z pasa głównego asteroid okrążająca Słońce w ciągu 3,88 lat w średniej odległości 2,47 j.a. Odkryta 20 marca 1998 roku.